# Стин (Минесота)
Стин (енгл. Steen) град је у америчкој савезној држави Минесота.

## Демографија
По попису из 2010. године број становника је 180, што је 2 (-1,1%) становника мање него 2000. године.
| Група             | 2000.       | 2010.       |
| Белци             | 176 (96,7%) | 161 (89,4%) |
| Афроамериканци    | 1 (0,5%)    | 0 (0,0%)    |
| Азијати           | 1 (0,5%)    | 2 (1,1%)    |
| Хиспаноамериканци | 3 (1,6%)    | 1 (0,6%)    |
| Укупно            | 182         | 180         |